# 科洛內什蒂鄉 (奧爾特縣)
44°38′23″N 24°40′36″E / 44.6397°N 24.6768°E
科洛內什蒂鄉（羅馬尼亞語：Comuna Colonești, Olt），是羅馬尼亞的鄉份，位於該國南部，由奧爾特縣負責管轄，面積50平方公里，海拔高度216米，2007年人口2,212，人口密度每平方公里44人。